# Rim'K

Rim'K

Rim'K (* 21. Juni 1978 als Abdelkarim Brahmi-Benalla in Vitry-sur-Seine) ist ein französischer Rapper algerischer Abstammung. Er ist Mitglied der Gruppe 113 und gründete ein eigenes Label Frenesik.

## Leben
Rim'K wurde im südlichen Pariser Vorort Vitry-sur-Seine geboren, seine Familie stammt allerdings ursprünglich aus Barbacha in Algerien. Somit wuchs Rim'K unter dem Einfluss klassischer, arabischer Musik auf, begeisterte sich aber bald auch für Hip-Hop. Im Alter von 14 Jahren sammelte er zusammen mit AP und Mokobé seine ersten Erfahrungen als Rapper in Vitry und Orly und fiel auf mit eingängigen Beats und Texten über das Leben in der Banlieue hinter den gängigen Cliches. Bald schlossen sie sich der Formation Mafia K'1 Fry an und gründeten 1996 die Gruppe 113, benannt nach der Hausnummer eines Gebäudes in Camille Groult (Stadtteil von Vitry-sur-Seine), wo die drei viel Zeit in ihrer Jugend verbrachten.
1997 erschien ihre erste EP Ni barreaux, ni barrières, ni frontières, zwei Jahre später ihr erstes Album Les princes de la ville, das sich 450.000 Mal verkauft und sie weithin bekannt macht. Das zweite Album 113 fout la merde (2002) war nur ein mäßiger Erfolg und wurde 2003 durch das Remix-Album 113 dans l'urgence abgelöst, das einen größeren kommerziellen Erfolg hatte.
Inzwischen hatte Rim'K neben der Arbeit mit 113 und Mafia K'1 Fry genug Texte fertiggestellt, um sein erstes Soloalbum aufzunehmen: L'enfant du pays (2004). Auf dieser Platte befinden sich neben reinen Rapstücken auch Kollaborationen mit arabischen Sängern, z. B. Cheb Khaled (L'enfant du pays) und Cheba Zahouania (Rachid System). Weitere Single-Auskopplungen waren Boozillé und Le couloir de la mort.
Zusammen mit seinen Kollegen Mooch und Demon gründete Rim'K im selben Jahr das Label Frenesik, um auch als Produzent und Beatmaker durch zu starten. Er steht aber weiterhin bei Sony unter Vertrag.
2005 findet 113 wieder zusammen und nimmt das Album 113 degrés auf. Hierauf finden sich nicht nur Raptitel wie Trop puissant, sondern auch langsamere Lieder z. T. auch unter Einfluss afrikanischer Folklore oder des R'n'B.
Ende 2005 strebte der UMP-Abgeordnete François Grosdidier eine Klage gegen sieben Rapgruppen an, darunter 113, mit der Begründung, dass ihre Texte Rassismus und den "Hass gegen Frankreich" schüren würden und somit an den Ausschreitungen in den Pariser Vororten im Sommer 2005 mit verantwortlich wären. Das Verfahren wurde aufgrund eines Formfehlers eingestellt, wohl unter anderem auch wegen mangelnder Unterstützung des damaligen Premierministers Dominique de Villepin und heftigen Widerstands linker Politiker. Diese warfen Grosdidier ihrerseits Rassismus und eine Wiedereinführung der Zensur vor.
Dessen ungeachtet war das Album 113 degrés ein großer Erfolg und wurde Anfang 2006 mit Gold ausgezeichnet. Im November 2006 erschien der Sampler Illégal radio, eine Zusammenarbeit der bei Frenesik unter Vertrag stehenden Künstler, u. a. DJ Cream, Sefyu und Oxmo Puccino.
2007 erschienen zwei Werke von Rim'K, sein zweites Soloalbum Famille nombreuse und zusammen mit Mafia K'1 Fry Jusqu'à la mort. Beide Alben belegten Platzierungen in den Top 10 der französischen Albumcharts.
2009 rappt Rim'K mit Azad auf dem Track La Vies Nous A Balafré auf dem deutsch-französischen Bodensee Records Sampler La Connexion.
2012 hat er mit dem deutschen Rapper Haftbefehl auf seinem Album Kanackis den Track Von Frankfurt bis Paris gemacht.

## Diskografie

### Soloalben
| Jahr | Titel Musiklabel                           | Höchstplatzierung, Gesamtwochen, AuszeichnungChartplatzierungen (Jahr, Titel, Musiklabel, Platzierungen, Wochen, Auszeichnungen, Anmerkungen) | Höchstplatzierung, Gesamtwochen, AuszeichnungChartplatzierungen (Jahr, Titel, Musiklabel, Platzierungen, Wochen, Auszeichnungen, Anmerkungen) | Höchstplatzierung, Gesamtwochen, AuszeichnungChartplatzierungen (Jahr, Titel, Musiklabel, Platzierungen, Wochen, Auszeichnungen, Anmerkungen) | Anmerkungen                              |
| Jahr | Titel Musiklabel                           | FR | BEW | CH | Anmerkungen                              |
| ---- | ------------------------------------------ | --- | --- | --- | ---------------------------------------- |
| 2004 | L’Enfant du pays MB                        | FR8 Gold · (29 Wo.)FR | — | — |                                          |
| 2007 | Famille nombreuse MB                       | FR20 (24 Wo.)FR | BEW88 (4 Wo.)BEW | — |                                          |
| 2009 | Maghreb United MB                          | FR7 (24 Wo.)FR | — | — | Erstveröffentlichung: 25. Juni 2009      |
| 2012 | Chef de famille MB                         | FR10 (14 Wo.)FR | BEW100 (1 Wo.)BEW | — | Erstveröffentlichung: 11. Juni 2012      |
| 2016 | Monster Tape Frenesik / Virgin Music (UMG) | FR7 Gold · (19 Wo.)FR | BEW13 (12 Wo.)BEW | — | Erstveröffentlichung: 15. Januar 2016    |
| 2017 | Fantôme MB                                 | FR6 Platin · (71 Wo.)FR | BEW13 (38 Wo.)BEW | CH47 (1 Wo.)CH | Erstveröffentlichung: 3. März 2017       |
| 2018 | Mutant MB                                  | FR6 Platin · (37 Wo.)FR | BEW20 (19 Wo.)BEW | CH84 (1 Wo.)CH | Erstveröffentlichung: 21. September 2018 |

### EPs
| Jahr | Titel Musiklabel | Höchstplatzierung, Gesamtwochen, AuszeichnungChartplatzierungen (Jahr, Titel, Musiklabel, Platzierungen, Wochen, Auszeichnungen, Anmerkungen) | Höchstplatzierung, Gesamtwochen, AuszeichnungChartplatzierungen (Jahr, Titel, Musiklabel, Platzierungen, Wochen, Auszeichnungen, Anmerkungen) | Höchstplatzierung, Gesamtwochen, AuszeichnungChartplatzierungen (Jahr, Titel, Musiklabel, Platzierungen, Wochen, Auszeichnungen, Anmerkungen) | Anmerkungen                            |
| Jahr | Titel Musiklabel | FR | BEW | CH | Anmerkungen                            |
| ---- | ---------------- | --- | --- | --- | -------------------------------------- |
| 2021 | ADN MB           | FR13 (8 Wo.)FR | BEW75 (4 Wo.)BEW | — | Erstveröffentlichung: 11. Februar 2021 |
| 2025 | Run MB           | FR104 (… Wo.)FR | — | — | Erstveröffentlichung: 16. Juli 2025    |

Weitere EPs
- 2024: Lifat Mat

### Singles
| Jahr | Titel Album                    | Höchstplatzierung, Gesamtwochen, AuszeichnungChartplatzierungen (Jahr, Titel, Album, Platzierungen, Wochen, Auszeichnungen, Anmerkungen) | Höchstplatzierung, Gesamtwochen, AuszeichnungChartplatzierungen (Jahr, Titel, Album, Platzierungen, Wochen, Auszeichnungen, Anmerkungen) | Höchstplatzierung, Gesamtwochen, AuszeichnungChartplatzierungen (Jahr, Titel, Album, Platzierungen, Wochen, Auszeichnungen, Anmerkungen) | Anmerkungen                                                       |
| Jahr | Titel Album                    | FR | BEW | CH | Anmerkungen                                                       |
| --- | ------------------------------ | --- | --- | --- | ----------------------------------------------------------------- |
| 2004 | Rachid System –                | FR35 (15 Wo.)FR | — | — | feat. Cheba Zahouania                                             |
| 2008 | Clandestino –                  | FR25 (12 Wo.)FR | — | — | feat. Cheba Zahouania                                             |
| 2015 | Everyday Monster Tape          | FR55 (2 Wo.)FR | — | — | feat. Rich Homie Quan                                             |
| 2016 | Cellophane Monster Tape        | FR57 Diamant · (16 Wo.)FR | — | — |                                                                   |
| 2018 | Air Max Mutant                 | FR1 Diamant · (55 Wo.)FR | BEW28 (13 Wo.)BEW | — | Erstveröffentlichung: 25. Juli 2018 feat. Ninho                   |
| 2019 | Turbo Midnight                 | FR64 (11 Wo.)FR | — | — | Erstveröffentlichung: 12. Dezember 2019                           |
| 2020 | Valise Midnight                | FR46 Gold · (14 Wo.)FR | — | — | Erstveröffentlichung: 5. März 2020 feat. Koba LaD & Sch           |
| 2020 | Rose rouge Midnight            | FR51 Gold · (15 Wo.)FR | — | — | Erstveröffentlichung: 17. April 2020 feat. Dadju                  |
| 2020 | Warning Midnight               | FR133 (2 Wo.)FR | — | — | Erstveröffentlichung: 23. Juli 2020                               |
| 2021 | Papel –                        | FR36 Platin · (18 Wo.)FR | — | — | Erstveröffentlichung: 27. August 2021 feat. Morad                 |
| 2022 | Iceberg –                      | FR117 (3 Wo.)FR | — | — | Erstveröffentlichung: 27. Januar 2022                             |
| 2023 | Metaverse –                    | FR32 (5 Wo.)FR | — | — | Erstveröffentlichung: 2. Februar 2023 mit Freeze Corleone         |
| 2023 | Cicatrice Lifat Mat            | FR121 (1 Wo.)FR | — | — | Erstveröffentlichung: 26. Mai 2023 feat. Zamdane                  |
| 2024 | Go Lifat Mat                   | FR169 (1 Wo.)FR | — | — | Erstveröffentlichung: 5. Februar 2024 feat. Kekra                 |
| 2024 | Tant pis Lifat Mat             | FR97 (1 Wo.)FR | — | — | Erstveröffentlichung: 29. Februar 2024 feat. Tif & Sofiane Pamart |
| 2025 | Run                            | FR11 Diamant · (… Wo.)FR | BEW42 (9 Wo.)BEW | CH87 (1 Wo.)CH | Erstveröffentlichung: 10. Januar 2025 feat. SDM                   |
| Folgende Lieder erschienen nicht als Single, wurden aber durch das Album zum Download und Streaming bereitgestellt und konnten somit eine Platzierung erlangen: |                                | | | |                                                                   |
| |                                | | | |                                                                   |
| 2012 | Call of Bitume Chef de famille | FR72 (2 Wo.)FR | — | — | feat. Booba                                                       |
| 2016 | Vida loca Monster Tape         | FR146 (1 Wo.)FR | — | — | feat. Lartiste                                                    |
| 2016 | Paris la nuit Monster Tape     | FR161 (1 Wo.)FR | — | — | feat. Nekfeu                                                      |
| 2016 | Pattaya Monster Tape           | FR102 (4 Wo.)FR | — | — | mit AP du 113                                                     |
| 2017 | Rien de lavable Fantôme        | FR70 (3 Wo.)FR | — | — | feat. Sch                                                         |
| 2017 | Room Service Fantôme           | FR103 (3 Wo.)FR | — | — |                                                                   |
| 2017 | Personne Fantôme               | FR123 (2 Wo.)FR | — | — |                                                                   |
| 2017 | 500€ Fantôme                   | FR126 (4 Wo.)FR | — | — |                                                                   |
| 2017 | Fantôme                        | FR134 Gold · (4 Wo.)FR | — | — |                                                                   |
| 2017 | No Future Fantôme              | FR166 (1 Wo.)FR | — | — | feat. S.Pri Noir                                                  |
| 2017 | Mama nostra Fantôme            | FR183 (2 Wo.)FR | — | — | feat. Lartiste                                                    |
| 2017 | Contrefaçon Fantôme            | FR189 (1 Wo.)FR | — | — |                                                                   |
| 2018 | Fratello Mutant                | FR147 (1 Wo.)FR | — | — |                                                                   |
| 2018 | Drugstore Mutant               | FR168 (1 Wo.)FR | — | — |                                                                   |
| 2018 | X-Men Mutant                   | FR171 (1 Wo.)FR | — | — |                                                                   |
| 2018 | Delorean Mutant                | FR174 (1 Wo.)FR | — | — |                                                                   |
| 2018 | 911 Mutant                     | FR181 (1 Wo.)FR | — | — | feat. Alonzo                                                      |
| 2018 | Insomnie Mutant                | FR186 (1 Wo.)FR | — | — |                                                                   |
| 2018 | Dans le ciel Mutant            | FR198 (1 Wo.)FR | — | — |                                                                   |
| 2020 | Nuit blanche Midnight          | FR158 (1 Wo.)FR | — | — | mit Hamza                                                         |
| 2021 | Cosmos ADN                     | FR7 Gold · (22 Wo.)FR | — | — | feat. PLK                                                         |
| 2021 | Benzo ADN                      | FR26 (4 Wo.)FR | — | — |                                                                   |
| 2021 | Prototype ADN                  | FR58 (2 Wo.)FR | — | — |                                                                   |
| 2021 | Hood ADN                       | FR60 (2 Wo.)FR | — | — |                                                                   |
| 2021 | Confiance ADN                  | FR61 (2 Wo.)FR | — | — |                                                                   |
| 2021 | Cheval Blanc ADN               | FR74 (1 Wo.)FR | — | — |                                                                   |
| 2021 | ADN                            | FR79 (1 Wo.)FR | — | — |                                                                   |

### Gastbeiträge
| Jahr | Titel Album                            | Höchstplatzierung, Gesamtwochen, AuszeichnungChartplatzierungen (Jahr, Titel, Album, Platzierungen, Wochen, Auszeichnungen, Anmerkungen) | Höchstplatzierung, Gesamtwochen, AuszeichnungChartplatzierungen (Jahr, Titel, Album, Platzierungen, Wochen, Auszeichnungen, Anmerkungen) | Anmerkungen                                                                        |
| Jahr | Titel Album                            | FR | BEW | Anmerkungen                                                                        |
| --- | -------------------------------------- | --- | --- | ---------------------------------------------------------------------------------- |
| 2014 | Sphinx –                               | FR24 (3 Wo.)FR | — | Erstveröffentlichung: 20. Februar 2014 Joke feat. Rim’K & Seth Gueko               |
| 2014 | Déconnectés –                          | FR14 (29 Wo.)FR | — | DJ Hamida feat. Kayna Samet, Rim‘K & Lartiste                                      |
| 2015 | Mehlia (c’est fini) –                  | FR136 (1 Wo.)FR | — | DJ Hamida feat. Rim‘K & Kayna Samet                                                |
| 2017 | Capritour Temps Plein                  | FR167 (1 Wo.)FR | — | Hooss feat. Rim‘K                                                                  |
| 2017 | Le sens des affaires En équipe, vol. 1 | FR116 Gold · (9 Wo.)FR | — | Erstveröffentlichung: 21. September 2017 Naps feat. Rim‘K                          |
| 2021 | Brrr –                                 | FR77 Gold · (2 Wo.)FR | — | Erstveröffentlichung: 7. April 2021 Vladimir Cauchemar, Asdek & Laylow feat. Rim‘K |
| 2021 | Lela Sans visa                         | FR167 (1 Wo.)FR | — | Erstveröffentlichung: 19. November 2021 Soolking feat. Rim‘K                       |
| Folgende Lieder erschienen nicht als Single, wurden aber durch das Album zum Download und Streaming bereitgestellt und konnten somit eine Platzierung erlangen: |                                        | | |                                                                                    |
| |                                        | | |                                                                                    |
| 2014 | Jnouné Paris Oran New York             | FR176 (1 Wo.)FR | — | DJ Kayz feat. Rim‘k, Jul & Dieselle                                                |
| 2019 | Tu déconnes Trapstar 2                 | FR125 (1 Wo.)FR | — | Leto feat. Rim‘K                                                                   |
| 2019 | Solitude Rooftop                       | FR96 (2 Wo.)FR | — | Charteinstieg: 6. Dezember 2019 Sch feat. Rim‘K                                    |
| 2020 | Yellow High & fines herbes             | FR161 (1 Wo.)FR | — | Caballero & JeanJass feat. Rim‘K                                                   |
| 2020 | Toutes générations Enna                | FR20 Gold · (6 Wo.)FR | — | PLK feat. Rim‘K                                                                    |
| 2020 | Kush Compte de faits                   | FR91 (2 Wo.)FR | — | YL feat. Rim‘K                                                                     |
| 2024 | Avec tonton Décennie                   | FR34 (2 Wo.)FR | — | Jul feat. Rim‘K                                                                    |

## Auszeichnungen für Musikverkäufe
| Goldene Schallplatte - Frankreich - 2025: für das Lied Rose noir |

Anmerkung: Auszeichnungen in Ländern aus den Charttabellen bzw. Chartboxen sind in ebendiesen zu finden.
| Land/RegionAuszeichnungen für Musikverkäufe (Land/Region, Auszeichnungen, Verkäufe, Quellen) | Gold       | Platin     | Diamant     | Verkäufe  | Quellen         |
| -------------------------------------------------------------------------------------------- | ---------- | ---------- | ----------- | --------- | --------------- |
| Frankreich (SNEP)                                                                            | 10× Gold10 | 3× Platin3 | 3× Diamant3 | 2.416.333 | snepmusique.com |
| Insgesamt                                                                                    | 10× Gold10 | 3× Platin3 | 3× Diamant3 |           |                 |